# (37447) 4162 P-L
4162 P-L (asteroide 37447) é um asteroide da cintura principal. Possui uma excentricidade de 0.07217400 e uma inclinação de 2.54796º.
Este asteroide foi descoberto no dia 24 de setembro de 1960 por Cornelis Johannes van Houten e Ingrid van Houten-Groeneveld e Tom Gehrels em Palomar.